# Харьковская область (ВСЮР)
Ха́рьковская о́бласть ВСЮР (укр. Харківська область ЗСПР) — военно-территориальная единица административного деления Вооружённых сил Юга России. Фактически образована 25 июня (12 июня по старому стилю) 1919 года, после занятия войсками Добровольческой армии Харькова, официально переутверждена 25 августа (в момент создания Новороссийской и Киевской областей). Включала в себя территорию Харьковской, Екатеринославской, (с июня 1919 года), Курской, Орловской (с конца сентября 1919 года), Полтавской (с июля до 4 октября 1919 года), северной части Таврической губернии, частично Киевской и Черниговской губерний, а также южный фрагмент Тульской губернии (в октябре 1919 года).
Столица области — Харьков.
Упразднена 12 декабря 1919 года в связи с наступлением РККА и потерей контроля администрацией ВСЮР над Харьковом.

## Создание области
Харьковская область была фактически создана 25 июня 1919 года в день вступления в Харьков основных сил Добровольческой армии. Историк Ю. Рябуха приводит данные советских источников, что в первую же ночь прихода деникинцев были уничтожены все революционные знамёна, плакаты, советские вывески и т. п. На следующий день после захвата власти почти на всех зданиях развевались российские флаги.
Историки В. Кулаков и Е. Каширина пишут, что с захватом Украины и Крыма у белых появилась необходимость юридически обосновать государственный суверенитет областей, находящихся под их контролем. В августе 1919 года Главнокомандующий ВСЮР Деникин обратился к населению Малороссии с обещанием, что «в основу устроения областей Юга России будет положено начало самоуправления и децентрализации при непременном уважении к жизненным особенностям местного быта».
25 августа (6 сентября) 1919 года приказом Деникина на подконтрольных ВСЮР территориях были созданы Киевская, Новороссийская, область Северного Кавказа а также переутверждена фактически существующая к тому времени Харьковская область. Во главе области был поставлен главноначальствующим генерал В. З. Май-Маевский:218.

## Административное устройство
Харьковская область была одной из четырёх областей, образованных ВСЮР на занятых территориях, наряду с Киевской, Новороссийской, и областью Северного Кавказа. Область подразделялась на губернии, губернии на уезды, уезды на волости. В целом данное административное устройство ВСЮР повторяло дореволюционное, а территориальное деление походило на разграничение по генерал-губернаторствам и военным округам.

## Управление

Главноначальствующий в Харьковской области генерал-лейтенант В. З. Май-Маевский

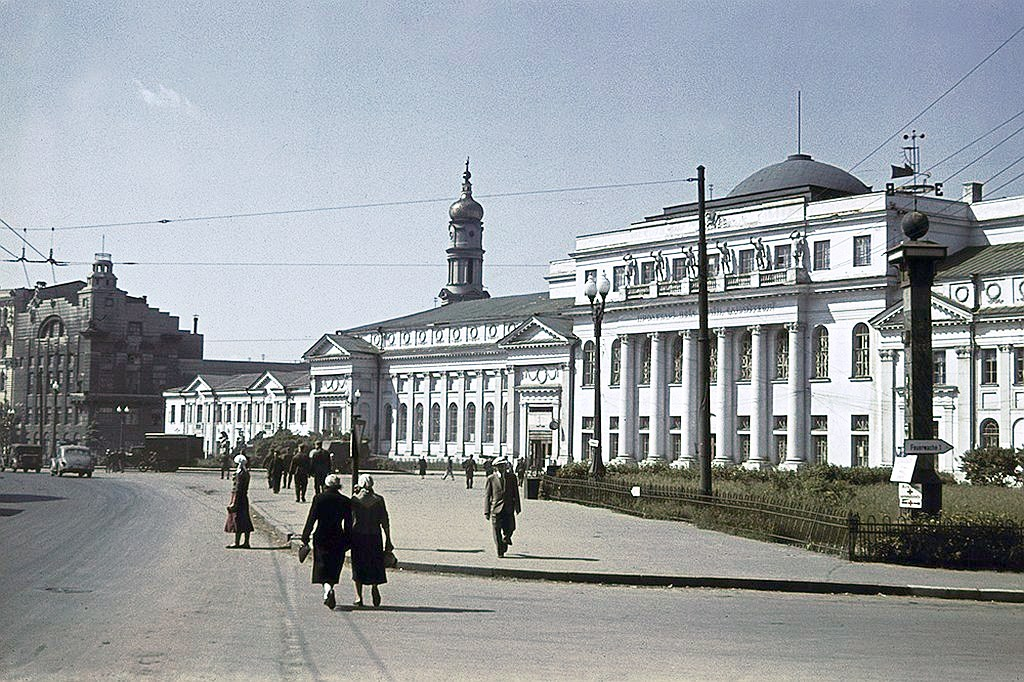
Дом дворянского собрания в Харькове

### Главноначальствующий
На высшей ступени гражданской иерархии в области находился главноначальствующий. Эту должность занимал генерал, командовавший армиями в данном регионе. По кругу обязанностей он исполнял дореволюционные должности генерал-губернатора и командующего войсками округа. В Харьковской области этот пост занимал с 25 июня по 8 декабря 1919 года командующий Добровольческой армией генерал-лейтенант В. З. Май-Маевский. Официально его должность именовалась «Главноначальствующий в Харьковской области». Штаб-квартира Май-Маевского находилась в Доме Дворянского собрания на Николаевской площади (нынешней площади Конституции). При главноначальствующем находились советы представителей ведомств и помощник по гражданской части. На пост помощника был назначен генерал-майор М. М. Бутчик.

### Губернаторы
В каждой губернии, находящейся в составе области, утверждался губернатор. Губернатор в пределах своей губернии пользовался теми же полномочиями, что и главноначальствующий в области. Губернатором Харьковской губернии был назначен Богданович, Екатеринославской — Щетинин, Полтавской — генерал Эйлер, затем с 19 августа 1919 года генерал Старицкий.

## Местное самоуправление
Историк Ю. Рябуха отмечает, что главнокомандование ВСЮР планировало ввести последовательную «цепь самоуправлений от сельского схода до областных дум». В связи с этим возобновлялось функционирование городских дум со всеми отделами губернских и уездных земских управ. Главою Харьковской губернской земской управы стал помещик Акишев.

### Созыв Харьковской городской думы
В сентябре 1919 года началась широкая подготовка к выборам в Харьковскую городскую думу. В октябре 1919 года Дума была избрана, в её состав попали представители таких партий и блоков как беспартийно-деловая группа, кадеты и прогрессисты, а также несколько украинских демократов. Головой Харьковской думы был избран Н. Н. Салтыков.

## Полиция, военные службы и разведка

### Государственная стража
См. статью: Государственная стража (Белое движение)
Функции полиции в области при белых выполняла государственная стража. Она подразделялась на военную и гражданскую. Военное ведомство стражи делилось на три разряда: офицеры стражи, военные чиновники и стражники. Офицерский корпус Стражи формировался из числа офицеров воинских частей и учреждений Военного и Морского управлений, а также из числа офицеров из запаса и отставки, в виде исключения — из гражданских лиц. Такие должностные лица именовались, как и до революции, военными чиновниками. Зачисленные в Государственную стражу на должности начальников или их помощников в городах и районах городов, а также в городских участках и сельских волостях (приставы) приобретали статус военных чиновников Государственной стражи. Стражниками становились добровольцы или мобилизованные солдаты. Гражданское ведомство включало в себя уголовно-розыскные управления, криминальные и экспертные отделы, канцелярию и другие вспомогательные учреждения. В них служили гражданские чиновники. Командиром государственной стражи в Харьковской области был генерал Тыновский.

### Военные комендатуры
Белая власть в прифронтовых городах создавала военные комендатуры. В Харькове военная комендатура начала работу с первых дней после взятия города в июне 1919 года. Комендантом Харькова с июня[уточнить] 1919 года был назначен генерал-майор А. И. Шевченко, затем комендантом стал командир дроздовцев генерал В. К. Виктовский, с 14 ноября до 12 декабря этот пост занимал дроздовец полковник В. А. Руммель. Харьковская комендатура располагалась в здании гостиницы «Метрополь».

### Разведка и контрразведка
Также в Харькове работали военные спецслужбы. Они формировались на основе белогвардейского подполья и различных агентов, действовавших ещё при советской власти. В подполье до прихода белых в город существовал Харьковский центр, возглавляемый полковником А. М. Двигубским и лейтенантом Черноморского флота П. С. Колтыпиным-Любским. После занятия города белыми Двигубский принял должность начальника Харьковского разведывательного отделения Штаба ВСЮР. Историк Ю. Рябуха пишет, что несмотря на недостатки организации, многие операции контрразведки проводились весьма успешно и особо выделяет четырёхкратную ликвидацию всех советских подпольных комитетов в Харькове в августе-октябре 1919 года.

## Социально-экономическая сфера
Первым приказом главноначальствующий в Харьковской области отменил все декреты и распоряжения советского правительства.

### Экономическая политика

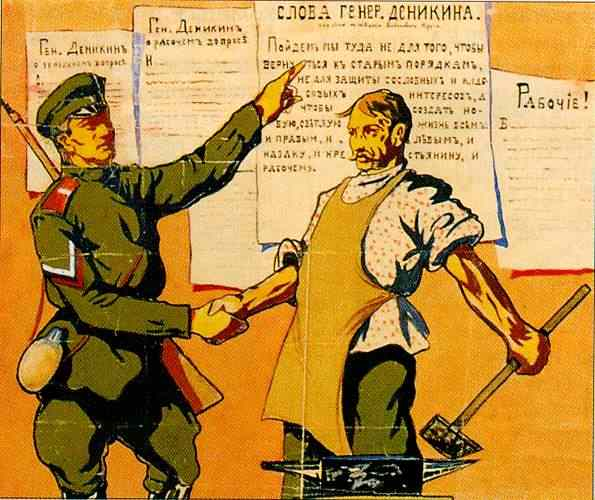
Агитационный плакат ВСЮР «Слова генерала Деникина по земельному и рабочему вопросам». 1919 год, Харьковское отделение ОСВАГ

Сразу же после вступления в Харьковскую область белогвардейская администрация заявила о своём намерении положительно решить земельный и рабочий вопросы, водворить правовой порядок, гарантирующий гражданские свободы, в том числе и свободу совести, вести областную автономию и широкое местное самоуправление.

#### Земельный вопрос
При вступлении в пределы Харьковской области отношение ВСЮР к земельному вопросу базировалось на земельной декларации, составленной Н. Астровым, откоректированной А. Деникиным и опубликованной 5 апреля 1919 года. Основной смысл декларации заключался в провозглашении принципа принудительного отчуждения помещичьих земель за выкуп. Для выработки на основе декларации земельного закона была создана комиссия во главе с начальником управления земледелия В. Колокольцевым, которая в июле 1919 года подала законопроект, согласно которому отчуждению подлежала помещичья земля свыше установленной нормы (от 300 до 500 десятин в зависимости от местности), и только через три года после установления по всей России гражданского мира. Деникин отверг такой проект как реакционный, отправил В. Колокольцева в отставку, после чего была создана новая земельная комиссия во главе с начальником управления юстиции В. Челищева. 10 сентября 1919 года Деникин получил телеграмму Колчака, в которой тот уведомлял, что «общее руководство земельной политикой принадлежит российскому правительству». Это означало, что вся дальнейшая работа В. Челищева по выработке аграрной программы носила чисто формальный характер. Тем не менее, в середине ноября 1919 года комиссия выработала новый земельный проект, согласно которым разрешались добровольные сделки по выкупу земли у помещиков, а принудительное отчуждение вводилось через два года и касалось наделов крупнее величины от 150 до 400 десятин (в зависимости от местности), максимальные нормы для покупающих землю были установлены от 9 до 45 десятин (на севере). Но, буквально через месяц после появления этого земельного проекта военный контроль ВСЮР над Харьковской областью был потерян.
Белые власти в определённой мере шли навстречу крестьянам, легализуя их самозахваты земель. Особое совещание летом 1919 года приняло Закон «О сборе урожая», согласно которому, урожай оставался за посеявшим, при этом с выплатой аренды владельцу земли в размере 1/3 хлеба 1/2 трав и 1/6 корнеплодов. «Закон о посевах» на 1919—1920 годы вменял фактическим обладателям земли (захватчикам) пахать и сеять, обещая «обеспечить интересы засевщиков при сборе урожая». Закон об аренде предоставлял этим же лицам продолжать пользование ею на 1920 год «по договору и без договора» (то есть самозахватчикам). Но, на фоне необходимости обязательного выкупа земли крестьянами рано или поздно все эти временные меры существенно теряли привлекательность для крестьян Харьковской области.
Кроме этого, для обеспечения продовольствием наступающих частей ВСЮР в августе 1919 года А. Деникин ввёл специальную хлебную повинность в размере 5 пудов зерна с каждой десятины крестьянского надела. Фактически этот хлеб забирался у крестьян даром, так как выдававшиеся за него квитанции являлись простыми клочками бумаги. Любая задержка поставок сельскохозяйственной продукции вызывала репрессии со стороны военных команд.
Кроме деникинских продовольственных команд заставить крестьян платить пытались и возвратившиеся с частями ВСЮР бывшие крупные землевладельцы. По сведениям большевистского подполья:

В Бахмутском и Мариупольском уездах [все указанные в цитате уезды и населённые пункты в 1919 году входили в территорию Харьковской области — прим.] помещики, кроме «законной» [Согласно Закону ВСЮР «О сборе урожая» — прим.] трети урожая берут 380 рублей с десятины. И Изюмском уезде берут половину урожая. В деревне Чмырёвка, близ Чернявки, помещик забрал себе весь урожай и нанял людей со стороны … Помещик Курской губернии князь Волконский собрал крестьян и велел свезти все взятое ими из его имения имущество обратно, а затем приказал старикам встать на колени и просить прощения. Лесничий Корочанского уезда отказался от предложенного ему обществом откупа за дом, занятый под школу — 80 000 рублей и потребовал возобновления всех построек на новом месте. За старый же дом обещал снести столько голов, сколько в доме углов.

Возвратившись в свои усадьбы, помещики заставляли крестьян работать бесплатно, накладывали на них контрибуции. В Кременчугском уезде помещики за отказ крестьян работать на помещичьих полях, собирать и свозить урожай, наложили на жителей сёл Николаевка, Манжелеевка и хутора Карамажновского 800 000 рублей контрибуции. Все это вело к крестьянским выступлениям, срывавших деникинцам заготовки продовольствия, что непосредственно отразилось на армии ВСЮР и вызвало голод в городах. Деникин, стремясь восстановить доверие к своей власти, несмотря на то, что план хлебопоставок не был выполнен, распорядился снизить в городах цены на хлеб.
Земельный вопрос белым властям в Харьковской области положительно решить не удалось.

#### Рабочий вопрос
Большинство заводчиков и фабрикантов, не будучи уверенным в прочности новой власти, не собирались задерживаться в Харькове, а временное упрочение своего положения использовали для того, чтобы успеть распродать сырьё, полуфабрикаты и перевести капиталы в иностранные банки. Так, в частности, действовало Российское Акционерное Общество Коксовой промышленности и Бензолового производства «Коксобензол», главный офис которого находился в Харькове. Вся деятельность по восстановлению деловых связей сводилась к собиранию долгов, причитающихся по старым договорам, и распродаже материалов. Кроме того, Коксобензол под предлогом восстановления производства пытался получить от главнокомандования ВСЮР значительные кредиты, но получил отказ. Естественно, о налаживании фабрично-заводского производства в таких условиях не могло быть и речи..
Это усиливало разруху в промышленности и на транспорте, вело к росту спекуляции и дороговизне. Положение рабочих ухудшалось, что приводило к стачкам и забастовкам даже на тех предприятиях, где рабочие изначально не поддерживали советскую власть. Не бастовали только предприятия «Всеобщей компании электричества». При этом стачки носили, главным образом, экономический, а не политический характер. После того, как предприниматели по настоянию деникинской администрации повысили рабочим заработную плату, последние вышли на работу..

### Денежное обращение
Основная статья: Денежное обращение ВСЮР
Сразу после занятия Харькова в июне 1919 года управление финансов правительства ВСЮР попыталось взять на себя часть обязательств советской власти, признав легальными советские («пятаковские») деньги. Был разрешён частичный обмен совзнаков на деньги белого Юга, в размере не более 500 рублей совзнаками на одного человека. Такая мера привела к злоупотреблениям — на занятых Добровольческой армией территориях советские деньги циркулировали целыми возами вслед за наступающей армией. В итоге властям пришлось отказаться от размена и просто аннулировать совзнаки.
С 30 августа 1919 года началась осуществляться масштабная эмиссия новых добровольческих денег — так называемых деникинских «колокольчиков», которые, однако, к концу года начали существенно обесцениваться из-за высоких темпов инфляции при лавинообразной эмиссии (150 деникинских рублей обменивались на 1 французский франк). Частично в магазинах, лавках, а также на некоторых предприятиях и в учреждениях началось кустарное изготовление собственных разменных знаков, выполнявших функции денег.
В целом белой администрации Харьковской области не удалось привести в порядок денежное обращение.

### Социальная сфера
Перспективы развития социальной сферы, народного образования и здравоохранения в экономических программах белых связывались с бюджетами структур местного самоуправления, имевших солидный опыт работы в данной области. Земства и городские управы, не имея средств, неоднократно ходатайствовали перед правительствами о выделении необходимых субсидий. Особенно тяжёлым оставалось положение в здравоохранении — свирепствовали инфекционные заболевания: тиф, дизентерия.

## Печать и пропаганда

Титульная страница номера ежедневной харьковской газеты «Новая Россия» от 22 июня (ст. ст.) 1919 года с объявлениями о приезде в Харьков генерала Деникина.

Печатными органами белой администрации Харьковской области были газеты «Новая Россия» (редактор В. Даватц), «Южный край» и «Полдень». В газетах публиковались сводки о положении на фронте, разные приказы, объявления, статьи.

### Харьковское отделение ОСВАГ
Основная статья: Харьковское отделение ОСВАГ
Отделение ОСВАГ (белогвардейского органа пропаганды и агитации) в Харькове было одним из самых многочисленных и активных на Юге России. В Харьковском отделении ОСВАГ одних только распространителей агитационной литературы, развозившей её по губерниям насчитыввалось 100 человек. Кроме того, в его составе было три специальных агитационных поезда, которые имели киноустановки, библиотеки и пр.

## Образование, культура и языковой вопрос

Текст Указа № 22 главноначальствующего в Харьковской области В. З. Май-Маевского о малорусском языке от 3 августа 1919 года

При белых в Харькове была осуществлена попытка восстановить мирную жизнь. Снова заработали театры, некоторые библиотеки. Высшие чины области и Харьковской губернии в качестве почётных гостей неоднократно посещали городские культурные мероприятия.
После вступления ВСЮР в пределы будущей Харьковской области командование издало «Обращение к населению Малороссии», в котором указывалось, что Украина является неотъемлемой частью России. Историк Ю. Рябуха пишет: «Государственным языком признавался русский, но украинский не запрещался (о чём зачастую пишут украинские историки), разрешалось преподавание украинского языка в частных школах».
В сфере культуры и образования белая администрация в Харькове осуществляла меры, направленные на восстановление дореволюционного уклада и восстановление действия дореволюционных законов Российской империи. Глава Харьковской земской управы Акишев распорядился повсеместно снять портреты Т. Г. Шевченко , массово появившиеся на Харьковщине в революционные годы.
Главноначальствующий В. З. Май-Маевский осенью 1919 года своим указом № 22 предписал:

- 1. Все школы, в которых до появления «украинской» власти преподавание проводилось на русском языке, а потом, по распоряжению украинской власти, языком преподавания сделали малороссийский язык, должны вернуться к преподаванию на русском.
- 2. В соответствии с Законами и Правилами 1 июня 1914 года преподавание на малоросийском языке дозволяется только в частных учебных заведениях…;
- 3. В соответствии с законоположениями, изданными до 25 октября 1917 года, отпуск предметов из казны на содержание учебных заведений с преподаванием на малоросийском языке не дозволяется.

Как указывает историк Ю. Рябуха, наименование «Украина» было запрещено и в официальной переписке заменено традиционным «Малороссия».

## Военная сфера

### Запись добровольцев
Со вступлением Добровольческой армии в Харьков началась запись добровольцев в армию. Большевистская газета «Известия» сообщает, что уже первый день записи дал 1500 человек добровольцев. Буквально за несколько дней их число возросло до 10 000 человек. Историк Ю. Рябуха отмечает, что многие из рабочих Харькова записались в Добровольческую армию. Кроме них записывались юнкера, офицеры, студенты, представители буржуазии, интеллигенция. Белую армию поддерживала и большая группа милиционеров Харькова (около 260 человек), которая присоединилась к ней в городе.
Корниловец М. Н. Левитов пишет следующее:

В Харькове, когда полк [2-й Корниловский — прим.] прибыл на фронт к нам влилось столько офицеров, что взводы 1-й офицерской роты разбухли до 80 человек. Много офицеров было из народных учителей, землемеров Харьковской землеустроительной комиссии, артистов театра Корш, студентов, техников, служащих земских управ, учителей городских училищ, семинаристов.

### Мобилизации

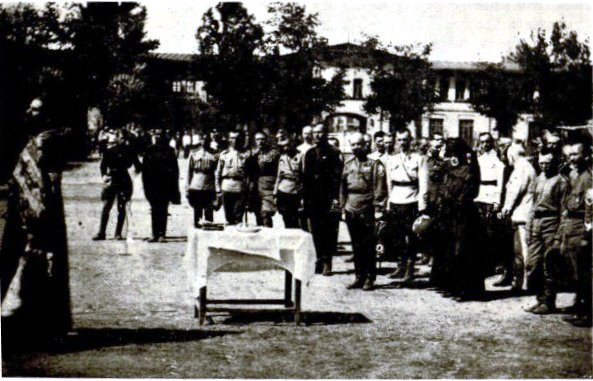
Генерал А. П. Кутепов на молебне в Харькове перед отправкой 3-го Корниловского ударного полка на фронт. 31 августа 1919 года. Конная площадь.

В начале июля 1919 года командир 1-го Армейского корпуса генерал А. Кутепов объявил в Харьковской области приказ, согласно которому мобилизации подлежали: штаб-офицеры до 50-летнего возраста, обер-офицеры, юнкера, подпрапорщики, сверхсрочные, унтер-офицеры, вольноопределяющиеся 1-го и 2-го разрядов до 43 лет, занимавшиеся хлебопашеством до 24 лет, учащиеся, сверстники каких призваны на военную службу и прочие граждане, в том числе преподаватели до 35-летнего возраста. Мобилизации подлежали также все пленные красноармейцы, не состоявшие в большевистской партии и служившие в Красной армии бывшие офицеры, не являющиеся коммунистами. Для усиления Добровольческой армии в Харьковской области белогвардейцы проводили мобилизации среди рабочих харьковских заводов, которых отправляли на разные участки фронта, в первую очередь на богодуховский фронт.
В Харькове мобилизационным путём был сформирован к концу августа 1919 года 3-й Корниловский ударный полк, который впоследствии принимал участие в Походе на Москву.

## Упразднение области
Как пишет историк Ю. Рябуха:

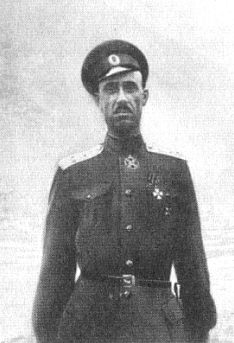
Генерал П. Врангель, с 10 по 12 декабря 1919 года — главноначальствующий в Харьковской области

Несмотря на то, что среди населения Украины сразу же выдвинулось героическое и жертвенное меньшинство, готовое до смерти отстаивать не классово-корыстные материальные интересы, а сверхличные, патриотические, государственные и культурные ценности, основная масса после нетерпеливого ожидания белогвардейцев, с таким же нетерпением ожидало уже советскую власть.

После сражений под Орлом в октябре 1919 года произошёл перелом в Гражданской войне и войска ВСЮР начали отступление на Юг. Харьков постепенно стал превращаться из тылового в прифронтовой город. В первой половине декабря 1919 года войска РККА приблизились к Харькову, и даже обошли его 11 декабря с фланга в районе Мерефы.
8 декабря 1919 года войска РККА взяли Богодухов, и ввиду угрозы скорого падения Харькова главноначальствующий Харьковской области Май-Маевский со штабом покинул город. Приказом по ВСЮР от 10 декабря 1919 года № 2688 вместо В. З. Май-Маевского главноначальсвующим Харьковской области одновременно с принятием на себя поста командующего Добровольческой армией был назначен П. Н. Врангель. Однако уже через два дня, 12 декабря, Харьков был взят войсками РККА. Врангель, выехавший из Ростова-на-Дону 8 декабря, не успел прибыть в Харьков и вступить в должность главноначальствующего, расположившись со своим штабом 10 декабря в Змиёве.
Со сдачей Харькова белыми войсками Харьковская область, как административная единица ВСЮР, была упразднена.